# Vacanța Mare
Vacanța Mare is een Roemeense humorgroep die sinds 1999 op de Roemeense tv een eigen programma heeft.
De groep bestaat uit Florin Petrescu, Mugur Mihǎiescu, Radu Pietreanu en Mirela Stioan.
Vacanța Mare betekent Grote Vakantie in het Roemeens.
Een ander Roemeense humorgroep is Divertis